# طوني ديماركو
طوني ديماركو (بالإنجليزية: Tony DeMarco)‏ مواليد 14 يناير 1932 في بوسطن، هو ملاكم محترف أمريكي معتزل كان يصنف ضمن فئة وزن الوسط.

## إحصائيات
خاض خلال مسيرته 71 نزالا، فاز في 58 وتعادل في 1 وخسر في 12. فاز بالضربة القاضية في 33 نزالا.

## روابط خارجية
- طوني ديماركو على موقع بوكس ريك (الإنجليزية) (registration required)